# Нампоро

43°3′49″ пн. ш. 141°39′1″ сх. д. / 43.06361° пн. ш. 141.65028° сх. д.
Нампоро́ (яп. 南幌町, なんぽろちょう, МФА: [nampoɾo t͡ɕoː]) — містечко в Японії, в повіті Сораті округу Сораті префектури Хоккайдо. Станом на 1 жовтня 2008 року площа містечка становила 81,49 км². Станом на 31 березня 2017 населення містечка становило 7737 осіб.